# Афикомен
Афикомен (афикоман, ивр. אפיקומן‎, от др.-греч. ἐπὶ — «после» и κῶμος — «пир») — преломлённая лепёшка мацы, которую съедают в завершение Седер Песаха. Лепёшку мацы преломляют, одну половину кладут между двумя целыми лепёшками мацы, другую (афикомен) — съедают в конце трапезы. Три лепёшки мацы символизируют единство трёх каст еврейского народа: священников, левитов, остальных евреев.
Гебраизированное слово афикомен, написанное в Мишне, по мнению одних, составлено из двух греческих слов (ἐπὶ, κώμον), означающих «после пира», объясняя окончание пасхальной трапезы, по мнению других, от греческого слова (ἐπὶκώμιον), означающего «праздничную песнь».
Одной из заповедей Торы является разделение целиком зажаренного Песаха между членами еврейской семьи (если семья — малочисленна, то ягнёнка делят с соседней еврейской семьёй, Исх. 12:3—4). Нынче, вследствие отсутствия пасхального ягнёнка, возник обычай делить между сотрапезниками афикомен.
С афикоменом связано много еврейских народных предрассудков. Существует обычай прятать афикомен, чтобы дети искали, так, в игровой форме, глава семьи выполняет обязанность рассказывать детям об исходе евреев из египетского рабства. Существует предположение, что этот обычай возник из-за недопонимания текста Талмуда, в котором упомянут афикомен. Есть также обычай обменивать утащенный афикомен на выкуп, отчего появились еврейские народные поговорки, «кто ест много афикомена, тот будет долго жить», а когда еврей умирал в преклонном возрасте, обычно говорили, что «он ел много афикомена». Также принято сохранять ломтик афикомена до следующего Песаха от сглаза, вшитым в край талита.